# Kelly's Heroes
Kelly's heroes es una película de 1970, dirigida por Brian G. Hutton. Protagonizada por Clint Eastwood, Donald Sutherland, Telly Savalas, Don Rickles, Carroll O'Connor, Harry Dean Stanton, Gavin MacLeod, Stuart Margolin y Karl-Otto Alberty en los papeles principales.
Trata sobre un grupo de soldados de la Segunda Guerra Mundial que desertan para robar un banco tras las líneas enemigas. 

## Argumento
En Francia, durante la Segunda Guerra Mundial, Kelly (Clint Eastwood), un ex teniente degradado a soldado como chivo expiatorio, captura al coronel Dankhopf (David Hurst) de la inteligencia alemana. Cuando Kelly descubre que su prisionero tiene una barra de oro, lo emborracha para tratar de obtener información. Antes de que muera accidentalmente por el ataque de un Panzer VI Tiger alemán, el embriagado Dankhopf bruscamente dice que hay catorce mil barras de oro guardadas en un banco, a treinta millas tras las líneas enemigas, en la ciudad de Clermont. 
Kelly recluta al resto de su pelotón, incluyendo al escéptico sargento "Big Joe" (Telly Savalas), para escabullirse y robarlo. Finalmente, otros son contratados (o se invitan ellos mismos), en el plan, tales como el oportunista sargento de aprovisionamiento, "Crapgame" (Don Rickles), un excéntrico comandante de un tanque Sherman, "Oddball" (Donald Sutherland), y una serie de soldados de infantería que aparecen como competentes, pero que están cansados de la guerra.
Los adversarios son los soldados alemanes. Sin embargo, rápidamente se vuelve claro que el propio lado de la banda variopinta es por lo tanto un obstáculo. Un avión de combate Aliado los confunde con soldados alemanes, y abre fuego destruyéndoles gran parte de su equipo. Cuando los mensajes de radio interceptados de la incursión no autorizada llaman la atención del General de División estadounidense, Colt (Carroll O'Connor), él los malinterpreta como un grupo de valerosos soldados que ambicionan favorecer el avance Aliado sobre Alemania; Colt se dirige personalmente al lugar de reunión de los desertores.
Los hombres de Kelly compiten para llegar a la ciudad francesa antes que su propio ejército. Allí, encuentran el banco con el oro, defendido por tres enormes tanques Panzer VI Tiger de la 1.ª División Panzer SS, con apoyo de infantería. Los estadounidenses son capaces de deshacerse de todos excepto de un Tiger, que se estaciona frente al propio banco. Impotentes para derrotar al gigante blindado, Kelly, Oddball y Big Joe le ofrecen al comandante del tanque alemán (Karl-Otto Alberty) y a su tripulación, una parte del botín. Finalmente se dividen el oro ($875,000 dólares por lote, unos 10 millones de dólares actuales), y huyen por caminos separados, justo a tiempo para evitar encontrarse con el general Colt, en su entrada triunfal a Clermont, quien todavía no se había enterado del robo.

## Reparto
- Clint Eastwood - Soldado Kelly
- Telly Savalas - Sargento Mayor Big Joe
- Don Rickles -  Sargento Crapgame "Buscavidas"
- Carroll O'Connor - Mayor General Colt
- Donald Sutherland - Sargento Oddball
- Gavin MacLeod -  Soldado Moriarty
- Harry Dean Stanton - Soldado Willard
- Karl-Otto Alberty -  Waffen SS-Oberscharführer
- Stuart Margolin - Soldado "Little Joe"
- Jeff Morris - Soldado "Cowboy"
- Hal Buckley - Capitán Maitland
- Dick Balduzzi - Soldado Fisher
- Richard Davalos - Soldado Gutowski
- Gene Collins - Soldado "Barbara" Babra
- Perry López - Soldado Petuko
- Len Lesser Bellamy  - Sargento de la Unidad de Reducción de Ingenieros 42a.
- David Hurst - Coronel Dunkhopf (oficial de inteligencia alemán)
- George Savalas - Sargento primero Mulligan
- Ross Elliott - Major Booker
- Tom Troupe - Cabo amigo de Big Joe

Yves Montand hace un cameo (sin acreditar) como un Waffen-SS Sturmbannführer, en una escena con Karl-Otto Alberty.

## Preproducción: la historia detrás de la película
El guion fue escrito por el escritor británico de cine y televisión Troy Kennedy Martin. Se basó en una historia real que apareció como "El mayor robo registrado" en Guinness World Records de 1956 a 2000. El 4 de diciembre de 1968, Elliott Morgan, jefe de investigación de MGM escribió al Libro Guinness de los récords mundiales solicitando información sobre esta entrada: “El mayor robo registrado fue de las Reservas Nacionales de Oro Alemanas en Baviera por una combinación de personal militar estadounidense y civiles alemanes en 1945”. El 10 de diciembre, el editor, Norris D. McWhirter, respondió a Morgan diciéndole que tenía muy poca información y que, en esencia, sospechaba que había habido un encubrimiento que requería que la historia estuviera sujeta a una "clasificación restringida". Concluyó sugiriendo que hasta que se cambie esa clasificación de seguridad, "debido a la muerte o al eflujo (sic) del tiempo, cualquier película que se haga tendrá que ser un romance histórico en lugar de historia".
En 1975, el investigador británico Ian Sayer inició una investigación de nueve años sobre la entrada de Guinness. Los resultados de su investigación, que confirmaron un encubrimiento por parte del gobierno de EE. UU. Junto con la participación de militares estadounidenses y ex oficiales de la Wehrmacht y SS en el robo, se publicaron en el libro de 1984 Nazi Gold - The Sensational Story of the World's Greatest Robbery - y el mayor encubrimiento criminal. La investigación finalmente llevó a que dos de los lingotes de oro faltantes (valorados en 2019 en más de 1 millón de dólares) fueran entregados por funcionarios alemanes al gobierno estadounidense en una ceremonia secreta en Bonn el 27 de septiembre de 1996. El lingote fue transportado al Banco de Inglaterra, donde se llevó a cuenta de la Comisión Tripartita para la Restitución del Oro Monetario (TCRMG). La primera revelación de que el Banco tenía las dos barras (con marcas nazis) provino de un comunicado de prensa emitido por el banco el 8 de mayo de 1997 que confirmó que las dos barras eran las que se habían identificado como desaparecidas en el libro Nazi Gold. Sayer había proporcionado información al Departamento de Estado de los Estados Unidos sobre las dos barras (entre otras cosas) en julio de 1978. En 1983 finalmente acordaron investigar utilizando las pruebas de Sayer. La investigación del Departamento de Estado no concluyó hasta 1997. El 11 de diciembre de 1997, el Secretario General del TCRMG invitó a Sayer a ver las dos barras, en las bóvedas de lingotes de oro del Banco de Inglaterra. Además de recibir este raro honor, también fue fotografiado sosteniendo las barras en las que había sido fundamental para localizar.

## Producción
El proyecto fue anunciado por Metro-Goldwyn-Mayer en noviembre de 1968 bajo el título de The Warriors. El rodaje comenzó en julio de 1969 y se completó en diciembre. La película se hizo y estrenó durante una época de grandes dificultades financieras para MGM, en los primeros días de la turbulenta propiedad de Kirk Kerkorian. Fue filmada en locaciones en el pueblo de Vižinada en Istria en Yugoslavia (ahora Croacia) y Londres. Una de las razones para la selección de Yugoslavia como ubicación principal fue que, en 1969, era una de las pocas naciones cuyo ejército todavía estaba equipado con equipos mecanizados en funcionamiento de la Segunda Guerra Mundial, tanto alemanes como estadounidenses, incluido en particular el tanque M4 Sherman. Esto simplificó enormemente la logística.
Durante la preproducción, George Kennedy rechazó el papel de Big Joe a pesar de una tarifa ofrecida de $ 300,000 porque no le gustó el papel. El guion original incluía un papel femenino que se eliminó justo antes de que comenzara la filmación. Ingrid Pitt había sido elegida para el papel (trabajó en Where Eagles Dare con Eastwood y Hutton el año anterior). Más tarde dijo que estaba "prácticamente subiendo a bordo del avión con destino a Yugoslavia cuando llegó la noticia de que mi parte había sido cortada". En el clímax de la película, hay un guiño al final de The Good, the Bad and the Ugly, otra película de Eastwood, que incluye una partitura musical similar, y la sobregrabación del sonido de espuelas tintineantes inexistentes.

## Escenas eliminadas
MGM cortó aproximadamente 20 minutos de la película antes de su estreno en cines. Eastwood dijo más tarde en entrevistas que estaba muy decepcionado por la reedición de MGM porque sentía que muchas de las escenas eliminadas no solo daban profundidad a los personajes, sino que también mejoraban mucho la película. Algunas de las escenas eliminadas se mostraron en imágenes promocionales y se describieron en entrevistas con el elenco y el equipo para el artículo de edición especial de Cinema Retro sobre Kelly's Heroes.
- Oddball y su equipo empacan para cruzar las líneas y encontrarse con Kelly y otros mientras las chicas del pueblo corren medio desnudas.
- El pelotón se encuentra con un grupo de soldados alemanes y chicas desnudas nadando en una piscina.
- Mientras esperan a Oddball en el granero por la noche, Kelly y Big Joe hablan sobre su desilusión con la guerra y por qué Kelly se convirtió en el chivo expiatorio del ataque que resultó en su degradación. Otra escena fue eliminada de esta parte donde el pelotón decide que no quieren continuar con la misión, y Gutowski amenaza a Kelly a punta de pistola, pero Big Joe y Crapgame se ponen del lado de Kelly.
- El general Colt está en la cama con algunas mujeres cuando recibe una llamada de que Kelly y otros han atravesado las líneas enemigas.
- Durante el ataque a la ciudad, el diseñador de producción John Barry hizo un cameo como un aviador británico que se escondía de los alemanes.
- Una promoción todavía muestra a Kelly encontrando a un soldado alemán herido entre las casas en ruinas durante el ataque final a la ciudad.
- Kelly, Oddball y Big Joe discuten tácticas mientras están parados en un tanque Tiger abandonado antes de la escena donde negocian con el comandante del tanque alemán.
- Cuando Kelly y el pelotón se marchan al final, un grupo de soldados les grita que van en la dirección equivocada.

## Recepción
La película recibió críticas en su mayoría positivas. Fue votado en el puesto 34 en las 100 mejores películas de guerra de todos los tiempos de Channel 4. La película ganó 5,2 millones de dólares en alquiler de salas en Estados Unidos, convirtiéndola en la 25ª película más taquillera de 1970.
El sitio web de agregación de reseñas Rotten Tomatoes otorgó a la película una calificación de aprobación del 78% según 23 reseñas, con una calificación promedio de 6.83 / 10. El consenso crítico del sitio web dice: "Kelly's Heroes subvierte su escenario de la Segunda Guerra Mundial con comentarios satíricos y puntiagudos sobre los esfuerzos militares modernos, ofreciendo un entretenido híbrido de atracos y acción en el campo de batalla".
Roger Greenspun, de The New York Times, describió las escenas de acción como "una buena diversión, limpia y aterradora", hasta que sale "terriblemente mal" cuando muchos soldados mueren y "el equilibrio cambia a los horrores de la guerra. Para reconocer sus muertes, la película no tiene recursos por encima de las ironías antagónicas convencionales y las devociones de camaradas de la mayoría de las películas de guerra. Y dado que su tema no es la guerra, sino un robo disfrazado de guerra, la fácil aceptación de la mascarada, que aparentemente está más allá del control de la película, se convierte en una negación de la percepción moral, que deprime la mente y desconcierta la imaginación ". Arthur D. Murphy de Variety calificó la película como" un meller de comedia de la Segunda Guerra Mundial muy absurdo y muy comercial, el tipo que combina valores de producción itinerante y duración con el arte de la trama B." Gene Siskel del Chicago Tribune le dio a la película dos estrellas y media de cuatro y escribió que "el bombardeo se vuelve tedioso. Uno rápidamente se da cuenta de que cada vez que se enfoca un objeto grande, pronto lo hará", e incinerado. Con un solo problema dramático, obtener el oro, es difícil imaginar cómo los productores y directores pudieron dejar que la película durara casi dos horas y media". Charles Champlin de Los Angeles Times llamó a la película "una imagen que confunde la estridencia con el ingenio y la matanza con payasadas", y agrega: "Incluso el estimable Donald Sutherland no puede redimir la imagen. A pesar de sus ingeniosos esfuerzos, su papel como comandante de un tanque hippie de pelo largo está tan ridículamente fuera de tiempo y lugar que se vuelve difícil de digerir en una película en la que, en otra parte, dos soldados atrapados en un campo de minas son baleados como latas en un muñón. No puedes envenenar tu pastel y comértelo también". Alan M. Kriegsman de The Washington Post describió la película como" un caso de machismo enloquecido "y se preguntó "cómo un fotógrafo como Gabriel Figueroa, que varias de las mejores películas de Luis Buñuel, entre otras cosas, se vieron envueltas en un proyecto tan mezquino e insípido". El Monthly Film Bulletin declaró que" en términos de acción trepidante y arrasadora, este intento de cruzar La docena sucia con Where Eagles Dare puede decirse que logró su objetivo ". Sin embargo, la revisión continuó: "Con toda la energía aparentemente gastada en sostener más de dos horas de explosiones, pirotecnia y demolición consistentemente devastadoras, se ha prestado poca atención a los detalles del período (que resulta en mujeres del pueblo con minifalda y la descripción de las condiciones en términos de 'colgado' y 'asustado') o al guion, que es alegre, insultante y poco más".

## Comentarios
La película fue filmada en la República Federal Socialista de Yugoslavia, en las regiones que ahora son los países independientes de Bosnia y Herzegovina, Croacia y Serbia. Esto se hizo principalmente debido a que las ganancias de anteriores proyecciones de películas en Yugoslavia no podían ser sacadas del país, pero podían ser utilizadas para financiar una producción.
Varios años después del estreno de la película, Eastwood afirmó que el estudio de cine (MGM) hizo recortes adicionales a la versión final de la película de Hutton, eliminando escenas que le daban profundidad a los personajes principales. Los montajes resultantes, dijo Eastwood, hicieron que los personajes parecieran un montón de holgazanes de la Segunda Guerra Mundial.
Hay una inclinación a los spaghetti westerns de Eastwood en el enfrentamiento con el tanque Tiger — una adaptación virtual del final de Il buono, il brutto, il cattivo, directamente hacia la partitura musical.
Este film fue producido y lanzado durante la Guerra de Vietnam, y en el clima político y cultural, al igual que M*A*S*H.
Las tropas de EE. UU. llevan la insignia de la 35a División de Infantería. La División realmente estaba en movimiento en Nancy, Francia en septiembre de 1944. La película también utiliza tanques auténticos M4 Sherman (de las reservas del ejército yugoslavo), mientras que la mayoría de las películas de guerra contemporáneas, por ejemplo, Patton, emplearon también tanques modernos M48. También los detalles técnicos como las ametralladoras y las herramientas de afianzamiento son también extraordinariamente exactos. Los tres tanques Tiger que se usaron en la película eran en realidad tanques T-34 ex-soviéticos, convertidos en gran detalle por especialistas del ejército yugoslavo, para la película La batalla del río Neretva (1969).
La película fue votada en el número 34 en el 100 mejores películas de guerra de todos los tiempos de Channel 4.
La fotografía es del mexicano Gabriel Figueroa.

## Partitura musical y banda sonora
El tema principal de la película (tanto al principio como al final) es "Burning Bridges", cantado por The Mike Curb Congregation con música de Lalo Schifrin. También hay una interpretación esporádica en el fondo cerca de la mitad de la película. La grabación de The Mike Curb Congregation de "Burning Bridges" alcanzó el número 34 en la tabla de sencillos Billboard Hot 100 el 6 de marzo de 1971.
La banda sonora para la película contiene la canción, "All For the Love of Sunshine", que se convirtió en el sencillo de country número 1 de Hank Williams, Jr.. La inclusión de la canción es uno de los muchos anacronismos de la película, ya que no se publicó hasta 1970, 25 años después del final de la guerra.
La banda sonora no ha sido lanzada en el Reino Unido, pero está disponible como una importación desde el distribuidor exclusivo, Screen Archives Entertainment.
El tema, titulado "Tiger Tank", de la partitura de Schifrin aparece en Inglourious Basterds, de Quentin Tarantino.